# Kanton Bayon
Kanton Bayon (fr. Canton de Bayon) byl francouzský kanton v departementu Meurthe-et-Moselle v regionu Lotrinsko. Tvořilo ho 27 obcí. Zrušen byl po reformě kantonů 2014.

## Obce kantonu
- Barbonville
- Bayon
- Blainville-sur-l'Eau
- Borville
- Brémoncourt
- Charmois
- Clayeures
- Damelevières
- Domptail-en-l'Air
- Einvaux
- Froville
- Haigneville
- Haussonville
- Landécourt
- Lorey
- Loromontzey
- Méhoncourt
- Romain
- Rozelieures
- Saint-Boingt
- Saint-Germain
- Saint-Mard
- Saint-Rémy-aux-Bois
- Velle-sur-Moselle
- Vigneulles
- Villacourt
- Virecourt